# Alfons Lob
Alfons Lob (* 7. November 1900 in Duisburg; † 31. Dezember 1977 in Murnau am Staffelsee) war ein deutscher Chirurg, Röntgenologe sowie Hochschullehrer.

## Leben
Der gebürtige Duisburger Alfons Lob, Sohn des Kaufmanns Wilhelm Lob sowie der Adele geborene Rustein, wandte sich nach abgelegtem Abitur einem Studium der Medizin an der Rheinischen Friedrich-Wilhelms-Universität Bonn zu, das er mit dem Erwerb des akademischen Grades eines Dr. med. abschloss. Nach Weiterbildungen, gefolgt von Assistentenjahren habilitierte Lob sich 1938 als Privatdozent für Röntgenologie sowie Chirurgie an der Ludwig-Maximilians-Universität München, dort erfolgte 1944 seine Ernennung zum außerplanmäßigen Professor. Von Dezember 1944 bis Januar 1945 war er als Marineoberstabsarzt Leitender Arzt des Marinelazaretts Oldenburg. Anschließend war er bis Kriegsende Chefarzt am neu eingerichteten Marinelazarett Burg auf Fehmarn. 
1955 wurde er in der Nachfolge des verstorbenen Max Kaspar die Chefarztstelle an der Berufsgenossenschaftlichen Unfallklinik Murnau übertragen, zusätzlich erhielt er die Funktion des Beratenden Arztes des Landesverbandes Bayern der gewerblichen Berufsgenossenschaften, 1969 wurde er in den Ruhestand verabschiedet. Der 1968 mit dem Bayerischen Verdienstorden, 1972 mit dem Großen Bundesverdienstkreuz ausgezeichnete Alfons Lob erwarb sich insbesondere Verdienste um die Weiterentwicklung der Wirbelsäulenchirurgie. Er wies auf die Rolle der Bandscheiben bei Wirbelsäulenverletzungen und die Bedeutung der Stabilität der Wirbelkörperhinterwand und der Gelenkfortsätze für die Wiederherstellung der Tragfähigkeit hin.
Alfons Lob – er heiratete 1937 Philomena geborene Weber, mit der er die Söhne Günter und Matthias hatte – starb am Silvestertag 1977 in Murnau am Staffelsee.
Seit 1920 war er Mitglied der katholischen Studentenverbindung KDStV Ascania Bonn.

## Schriften
- Die Kurzwellenbehandlung in der Chirurgie, Enke, 1936
- Die Wirbelsäulenverletzungen und ihre Ausheilung: experimentelle, pathologisch-klinische Untersuchungen, G. Thieme, 1941
- Sozialgerichtliche Entscheidungen über den Zusammenhang zwischen Unfall und Erkrankung, Enke, 1958
- Die Fortschritte und Grenzen der Wiederherstellungschirurgie, Aus dem Berufsgenossenschaftlichen Unfallkrankenhaus, 1967
- Die Krukenberg-Plastik in Friedenszeiten, Springer, 1970